# Roberto Cossa
Roberto «Tito» Cossa (Buenos Aires, 30 de noviembre de 1934-6 de junio de 2024) fue un dramaturgo argentino. Uno de los más importantes de la historia del teatro argentino. Junto a Ricardo Halac integró la Generación del Nuevo Realismo, en la senda marcada por Carlos Gorostiza.

## Biografía
Entre sus obras más conocidas como dramaturgo se encuentran La Nona, Yepeto, El viejo criado, Gris de ausencia, Los Compadritos, Nuestro Fin de Semana (1964) y Tute Cabrero.
Fue uno de los promotores del Teatro Abierto.
En 1994 recibió el Premio Konex de Platino, en reconocimiento a su impronta como el más importante escritor de Teatro de la década en Argentina.
Obtuvo el Premio Nacional de Teatro de Argentina y el Premio del Público y de la Crítica de España.
En 2007, fue elegido presidente de la Sociedad General de Autores de la Argentina. Ese año, en la Legislatura porteña fue declarado Ciudadano Ilustre de la Ciudad de Buenos Aires.
Como periodista, sus últimas colaboraciones fueron para El Cohete a la Luna, la web de Horacio Verbitsky donde quiso que saliera su más reciente legado teatral.

## Obras
- Nuestro fin de semana (1964)
- Los días de Julián Bisbal (1966), Dirección de David Stivel, Teatro Regina
- La ñata contra el libro (1966)
- La pata de la sota (1967)
- Tute cabrero (1968), llevada al cine bajo dirección de Juan José Jusid
- El avión negro (1970) (escrita con Germán Rozenmacher, Carlos Somigliana y Ricardo Talesnik)
- El tío loco (1974)
- La Nona (1976)
- No hay que llorar (1979)
- El viejo criado (1979)
- Gris de ausencia (1981)
- Tute Cabrero (1981), se estrena como obra de teatro
- Ya nadie recuerda a Frédéric Chopin (1982)
- El viento se los llevó (1983) en colaboración con Jacobo Langsner, Eugenio Griffero y Francisco Anania
- De pies y manos (1984)
- Los compadritos (1985)
- Yepeto (1986)
- El sur y después (1986)
- Angelito (1991)
- Lejos de aquí (1993)
- Viejos conocidos (1994)
- Los años difíciles (1997)
- Tartufo, adaptación de la obra de Molière (1996)
- Ya nadie recuerda a Frédéric Chopin (1999)
- Pingüinos (2001)
- Historia de varieté (2002)
- Definitivamente adiós (2003)
- De cirujas, putas y suicidas (2005)
- Del ropero al closet (2010)

## Filmografía

### Intérprete
- Osvaldo Bayer "La livertá" (2014) Entrevistado
- Ulises, un alma desbordada (2014) Entrevistado
- Soriano (1998) Entrevistado
- País cerrado, teatro abierto (1989) Él mismo

### Guionista
- Yepeto (1999)
- No habrá más penas ni olvido (1983)
- El arreglo (1983)
- La nona (1979)
- Tute Cabrero (1968)
- Los taitas (mediometraje) (1968)

### Autor
- Yepeto (1999)
- La nona (1979)

### Argumento
- Tute Cabrero (1968)